# Републиканска фашистка партия
Републиканската фашистка партия (ПФР) (на италиански: Partito Fascista Repubblicano, PFR) е крайнодясна политическа партия, ръководена от Бенито Мусолини. Създадена е по време на германската окупация на Централна и Северна Италия. Основана е като наследник на бившата Национална фашистка партия като антимонархистка партия. Определя крал Виктор Емануил III като предател, след като той подписва капитулацията на Кралство Италия пред Съюзниците.

## История
След нацистката Операция „Дъб“ Мусолини е освободен от затвора през септември 1943 г., а бившата Национална фашистка партия (ПНФ) е възобновена като Републиканска фашистка партия (Partito Fascista Repubblicano – PFR, на 13 септември), като единствена партия в марионетната Италианска социална република, наречена още Република Сало. Нейният секретар е Алесандро Паволини. Тя има свое собствено паравоенно крило, известно като „Черни бригади“. Печатен орган на партията е вестник Il Popolo d'Italia.
Единственият конгрес на партията се провежда на 14 и 15 ноември 1943 г. във Верона. Основната програма на партията е Веронският манифест, който определя прехода от монархията, която „предава фашизма“, към република, която фашизма се стреми да създаде в началото на 10-те и 20-те години. Същевременно партията има благоприятно отношение към Римокатолическата църква, което не е характерно за ранния фашизъм.
Републиканската фашистка партия не отлага екзекуцията на Мусолини и престава да съществува след падането на режима на Италианската социална република през април 1945 г.

## Наследство
Партията вдъхновява създаването на Италианско социално движение (МСИ), а МСИ се разглежда като наследник на ПФР и ПНФ. МСИ е формирана от бивши фашистки лидери и ветерани от фашистката армия на републиката. Партията се опитва да модернизира и преразгледа фашистката доктрина в по-умерена и изтънчена посока. МСИ се счита за законна, според следвоенната конституция на Италия, която забранява формирането на открито фашистки партии.